# 앨리스 쿠넥
앨리스 쿠넥(Alice Kunek, 1991년 1월 6일 ~ )은 오스트레일리아의 농구 선수로 포지션은 포워드이다.

## 경력
2011년 WNBL 리그 시즌에서 불린 부머스의 정규 시즌 우승을 이끌었다.

## 수상
- 2023년 FIBA 여자 아시아컵 베스트 5